# 罗肖尔特 (南达科他州)
罗肖尔特（英語：Rosholt），是美国南达科他州下属的一座城市。根据2010年美国人口普查，该市有人口428人。论人口在本州排行第131。